# Münchner Kugelwurfunion
Die 1. Münchner Kugelwurfunion ist ein Pétanque-Verein in München und ist dem Bayerischen Pétanque Verband (BPV) angeschlossen.

## Geschichte
Der Verein wurde im Jahr 1985 gegründet und hat ca. 170 Mitglieder (Stand: Dezember 2018). Die Mitglieder der 1. MKWU spielen fast täglich im Hofgarten in München, entweder an der Westseite zwischen den gastronomischen Außenbetrieben oder an der Nordseite parallel zur Galeriestraße. Daneben steht eine Boule-Halle auf dem Gelände der ehemaligen Bayernkaserne im Münchner Stadtteil Freimann zur Verfügung. Die 1. MKWU ist seit Beginn des Ligabetriebs 1993 mit mehreren Mannschaften vertreten. 2019 treten für den Verein insgesamt 6 Mannschaften an, sie spielen in der Bundesliga (MKWU 1), Bayernliga (MKWU 2), Landesliga (MKWU 3, 4, 5) und Bezirksliga (MKWU 6).

## Erfolge
Von 2011 bis 2019 spielte die 1. Münchner Kugelwurfunion in die Pétanque-Bundesliga, wo die 1. Mannschaft im Jahr 2011 auf Anhieb Deutscher Meister wurde. Es befanden sich bereits mehrere Spieler im Nationalkader. In der Vergangenheit konnten mehrere Landesmeistertitel, Deutsche Meisterschaften und internationale Titel errungen werden.
Mit Michael Dörhöfer stellt die MKWU zudem den derzeitigen Präsidenten des Deutschen Pétanque Verbandes sowie in Stefanie Schwarzbach den Jugend-Coach des DPV.

## Hofgartenturniere

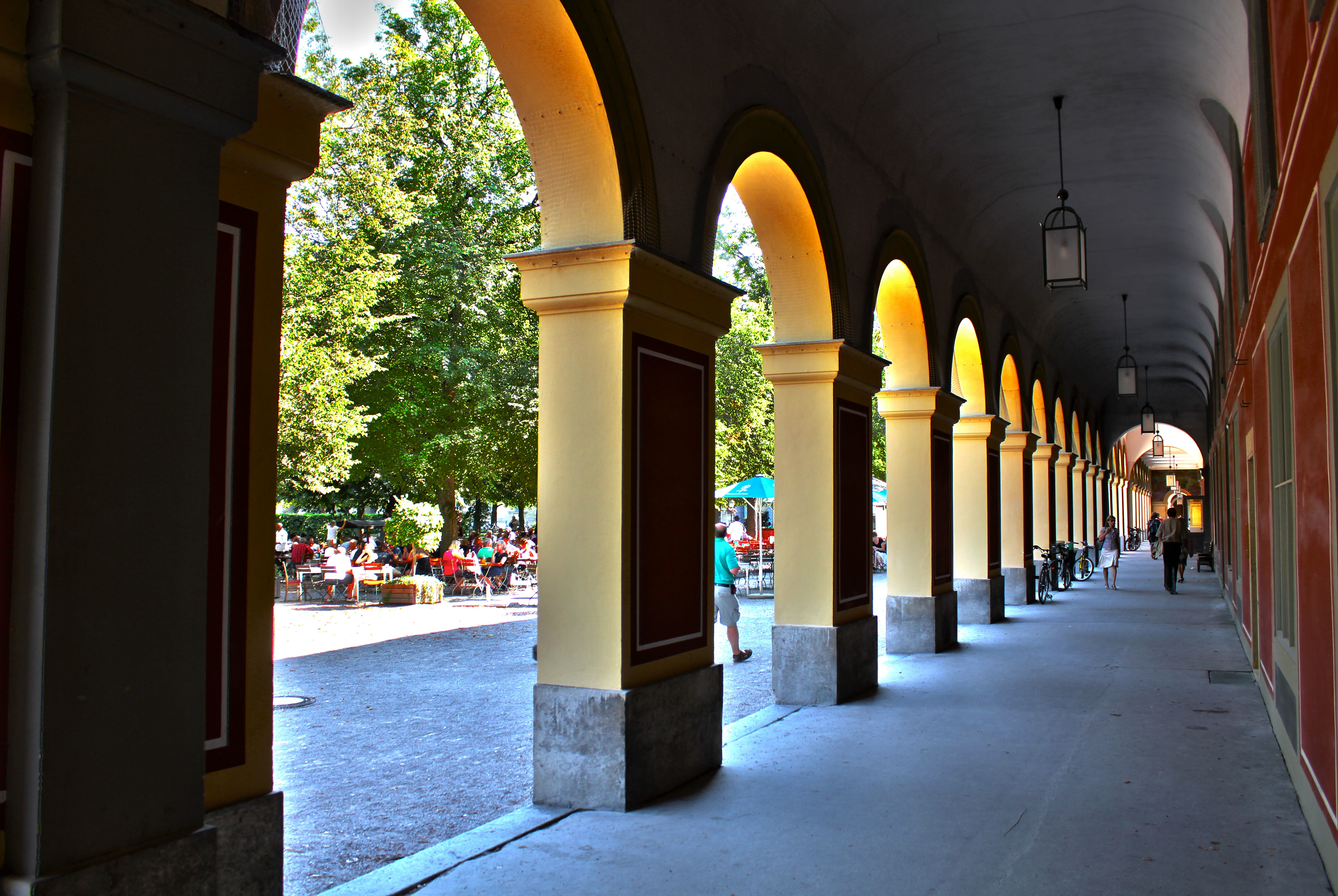
Hofgarten in München

Das Hofgartenturnier entstand 1983 aus einer Geburtstagsfeier heraus und gehört seit Mitte der 1990er Jahre zu den größten Petanque-Turnieren in Deutschland mit hochkarätiger deutscher und internationaler Beteiligung.
2017 waren 328 Mannschaften (Doubletten: 2 Spieler pro Team) am Start, 2018 wurde auf Triplette (3 Spieler pro Team, 212 Mannschaften) umgestellt. Seit 2008 findet das Turnier jährlich am Wochenende um den französischen Nationalfeiertag am 14. Juli statt. Das Hofgartenturnier ist lizenzfrei, so dass Boule-Spieler ohne Einschränkung daran teilnehmen können.